# Santo Domingo Oeste
Santo Domingo Oeste è un comune della Repubblica Dominicana di 693.255 abitanti, situato nella Provincia di Santo Domingo.
I principali quartieri sono: Herrera con el Abanico, Buenos Aires, Las Palmas, El Café, Loyola, Manoguayabo, Las Caobas, Bayona, el Iván Guzmán, ed altri minori.
Nella zona di Engombe, nei terreni appartenuti all'ex dittatore Rafael Leónidas Trujillo, si trova la prima facoltà di agronomia e veterinaria del paese, facente parte dell'Università autonoma di Santo Domingo. Tale terreno, situato tra il rio Manoguayabo ed il rio Haina, sembra fosse usata da Trujillo per effettuare esecuzioni capitali ai cospiratori del suo regime. Nel medesimo terreno si trovava una chiesa, in rovina, usata da Trujillo stesso per chiedere perdono a Dio dopo le esecuzioni; questa chiesa possedeva una statua della Vergine dell'Altagrazia, con grandi quantità di oro, rubate alla fine degli anni '90. Il terreno è di proprietà dell'università ed è per lo più abitato dagli impiegati in pensione dell'ateneo.
Una delle principali caratteristiche di Santo Domingo Oeste è la presenza della zona industriale di Herrera, un tempo specializzata nel settore tessile e manifatturiero, con una produzione pressoché dimezzata. Nella zona industriale era presente anche un aeroporto (aeroporto di Herrera), anch'esso in disuso e sostituito dal nuovo scalo di La Isabela.